# Michal Isteník
Michal Isteník (* 11. července 1983 Rakovník) je český herec.
V roce 2008 vystudoval činoherní herectví na Divadelní fakultě Janáčkovy akademie múzických umění v Brně. Už během studia od roku 2005 pravidelně hostoval na scénách jako Divadlo U Stolu nebo HaDivadlo. Na přelomu let 2005 a 2006 se zároveň s Jaroslavem Matějkou stal členem divadelního souboru Buranteatr. Od 1. května 2008 je členem činoherního souboru Městského divadla Brno. Hrál také jednu z hlavních rolí v seriálu Most!
Jeho starší bratr Marek Isteník je bývalým fotbalistou. Sám Michal Isteník hrával do dorostu fotbal za SK Kladno, ovšem po zranění musel ukončit kariéru. Fotbal hrál také jejich otec Miroslav Isteník.

## Filmografie
| Rok  | Název                  | Role                                        | Poznámky                               |
| ---- | ---------------------- | ------------------------------------------- | -------------------------------------- |
| 2007 | Paní z Izieu           | esesák                                      |                                        |
| 2011 | Okno do hřbitova       | sanitář                                     | televizní seriál, díl: „Imbecil“       |
| 2014 | Kancl                  | Vrzal                                       | televizní seriál                       |
| 2015 | Labyrint               | policista                                   | televizní seriál, díl: „Epizoda 2“     |
| 2015 | Svatojánský věneček    | kuchař                                      |                                        |
| 2016 | Zloději zelených koní  | bratr                                       |                                        |
| 2017 | Trpaslík               | policista                                   | televizní seriál, vedlejší role        |
| 2017 | Pěstírna               | Dušan                                       | internetový seriál                     |
| 2017 | Četníci z Luhačovic    | René Zapletal, uzenář                       | televizní seriál, díl: „Padělek“       |
| 2017 | Zahradnictví: Dezertér | poslanec                                    |                                        |
| 2018 | Rédl                   | Štift                                       | televizní seriál, 2 díly               |
| 2018 | Hasičárna Telecí       | Salaba                                      | internetový seriál                     |
| 2019 | Most!                  | Eda                                         | televizní seriál, hlavní role          |
| 2019 | Bez vědomí             | vyšetřovatel                                | televizní seriál, 2 díly               |
| 2019 | Živé terče             | MUDr. Aleš Kuželík                          | televizní seriál                       |
| 2020 | 3Bobule                | Humpl                                       |                                        |
| 2020 | Havel                  | vyšetřovatel                                |                                        |
| 2021 | Hlava Medúzy           | Martin                                      | televizní seriál                       |
| 2021 | Kukačky                | David                                       | televizní seriál                       |
| 2021 | Přání Ježíškovi        | policista                                   |                                        |
| 2021 | Lajna                  | prezident Dolínek                           | internetový seriál                     |
| 2021 | Hraj něco!             | on sám                                      | internetový seriál, díl: Já si to užil |
| 2021 | Vegani a jelita        | Martin                                      | seriál                                 |
| 2022 | Kdyby radši hořelo     |                                             |                                        |
| 2022 | Guru                   | nadpraporčík Doležal                        | minisérie                              |
| 2024 | Zahradníkův rok        | realitní makléř                             |                                        |
| 2025 | Kouzlo derby           | komentátor a bývalý fotbalista Milan Doubek | komedie                                |

## Divadelní role (výběr)

### Role vMěstském divadle Brno
- Andrej Prozorov – Tři sestry
- D’Artagnan – Tři mušketýři
- Bienstock – Sugar!
- Tranio – Zkrocení zlé ženy
- Dante, recepční – Měsíční kámen
- Blázen – Mojžíš
- Klein – Jezinky a bezinky
- Otto Ulrichs – Mefisto
- Ethan Girard – Donaha!
- Čičikov – Mrtvé duše
- Valmont – Nebezpečné známosti
- Laník – Skleněný pokoj
- Čeněk Udavač – Osmyčky
- Stiva – Anna Karenina
- Kolóšek – Bítls
- Mistr Jakub – Lakomec
- Philip Henslowe – Zamilovaný Shakespeare
- Mucha – Muchova epopej

### Role v jiných divadlech
- 2007 Martin McDonagh: Pan Polštář, Katurian, Buranteatr, režie Jiří Š. Hájek
- 2014 John Buchan, Alfred Hitchcock, Patrick Barlow: 39 stupňů, Richard Hannay, Buranteatr, režie Mikoláš Tyc
- 2015 Johann Wolfgang von Goethe: Faust a Markétka, Faust, Buranteatr, režie Mikoláš Tyc
- 2016 Ivan Alexandrovič Gončarov, Hana Burešová, Štěpán Otčenášek: Oblomov, Oblomov, Divadlo v Dlouhé, režie Hana Burešová
- 2018 Stephen Adly Guirgis: Parchant v klobouku, Jackie, Buranteatr, režie Mikoláš Tyc
- 2019 William Shakespeare: Zimní pohádka, král Leontes (v alternaci s Martinem Hofmannem), Letní shakespearovské slavnosti, režie Pavel Khek[5]

## Ocenění
- Cena Alfréda Radoka 2011 v kategorii talent roku[6]
- Cena Thálie 2014 za roli Čičikova ve hře Mrtvé duše[7]